# Volo TWA 159
Il volo Trans World Airlines (TWA) 159 era un volo passeggeri regionale da New York a Los Angeles, California, con scalo all'Aeroporto Internazionale di Cincinnati-Kentucky Settentrionale, Kentucky, che si schiantò dopo un decollo abortito presso Cincinnati il 6 novembre 1967. Il Boeing 707 tentò di interrompere il decollo quando il copilota si preoccupò che l'aereo potesse scontrarsi con un DC-9 per metà impantanato nel fango con la sola coda ancora sulla pista. Il Boeing invase la pista, colpì un terrapieno e prese fuoco. Un passeggero morì nell'incidente.
L'NTSB concluse che l'incidente era avvenuto a causa dell'incapacità dell'equipaggio di volo della TWA di interrompere con successo il decollo a causa della velocità dell'aereo e che un'uscita di pista era inevitabile alla velocità del 707. Il DC-9 arenato, un volo della Delta Air Lines che aveva riferito di aver liberato la pista quando in realtà non l'aveva fatto, fu un fattore che contribuì all'incidente. L'NTSB raccomandò all'FAA di stabilire e pubblicare degli standard di distanza di sicurezza dai bordi delle piste sia per gli aeromobili che per i veicoli terrestri che tengano conto anche dei fumi di scarico dei motori a reazione. Il Board raccomandò pure una rivalutazione dei manuali di addestramento e delle procedure degli aeromobili per quanto riguarda le procedure di interruzione di decollo.

## L'aereo e l'equipaggio
L'aereo era un Boeing 707 che aveva accumulato 26.319 ore di volo dal suo primo volo nel 1959. Era pilotato dal capitano Volney D. Matheny, 45 anni, con 18.753 ore di volo sul curriculum. Il copilota era il primo ufficiale Ronald G. Reichardt, 26 anni, con un totale di 1.629 ore di volo, e l'ingegnere di volo Robert D. Barron, 39 anni, che aveva registrato 11.182 ore.

## Il volo e l'incidente
Il volo 159 era un volo New York - Los Angeles con scalo intermedio all'Aeroporto Internazionale di Cincinnati-Kentucky Settentrionale. Il volo operò da New York a Cincinnati senza incidenti.
Alle 18:38 EST il volo 159 si stava avvicinando alla pista 27L di Cincinnati per prepararsi al decollo, venendo incaricato dal controllore di "rullare in posizione e rimanere" sulla pista. Mentre il volo 159 si avvicinava alla pista 27L, un altro volo, il volo Delta Air Lines 379 (DAL 379), un DC-9 (N3317L), stava arrivando per atterrare sulla stessa pista. Dopo l'atterraggio, DAL 379 ricevette il permesso di virare di 180° per raggiungere un incrocio che avevano superato, ma il DC-9 non fu in grado di completare la virata e finì fuori dalla pista asfaltata. Mentre la maggior parte dell'aereo rimase bloccata nel fango ben lontano dalla pista, la coda era solo a circa 7 piedi (2,1 m) dal bordo. La luce di posizione più indietro del DAL 379 era a 45 piedi (14 m) dal bordo della pista, il che potrebbe aver fatto apparire il DC-9 a una distanza maggiore dalla pista di quanto non fosse in realtà.
Alle 18:39, mentre il DAL 379 stava liberando la pista, il volo 159 venne autorizzato al decollo. Prima che il 707 iniziasse a muoversi, il controllore della torre osservò che il DC-9 aveva smesso di muoversi e ne contattò i piloti per confermare di essere fuori pista. Il comandante del volo 379 rispose: "Sì, ma siamo nel fango". Il controllore informò così il TWA 159 che il DAL 379 aveva liberato la pista e che loro erano autorizzati al decollo. Con il primo ufficiale che operava i comandi, il volo 159 iniziò quindi la sua corsa al decollo lungo la pista 27L.

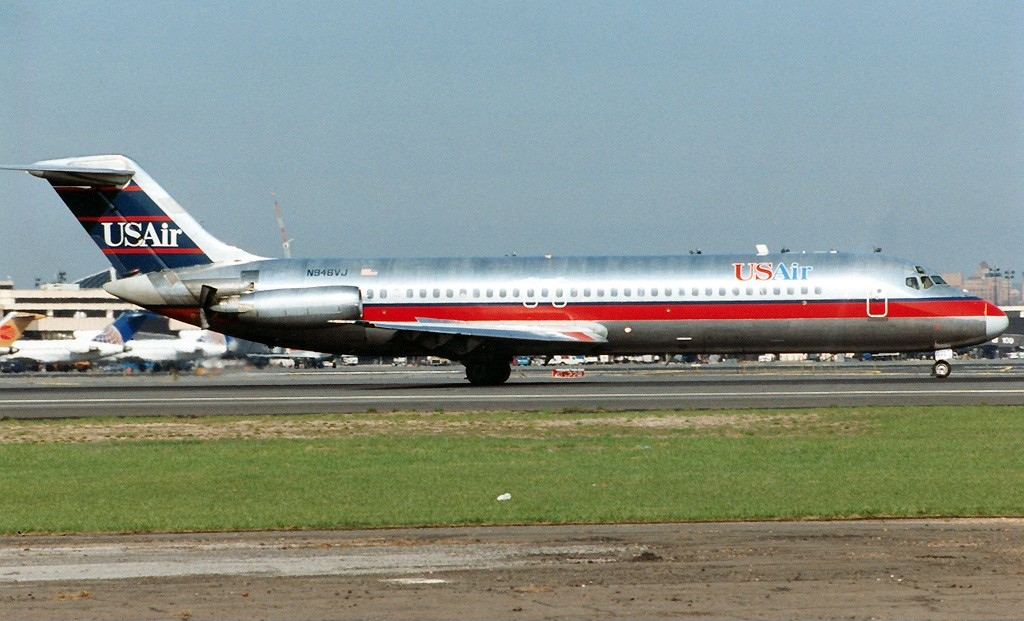
Il DC-9 coinvolto, in servizio sotto USAir nel 1993.

Nessuno dei due piloti a bordo del volo 159 inizialmente vide quanto fosse vicino il DAL 379 alla pista. Durante l'accelerazione del 707 lungo la pista, il capitano osservò che il DC-9 era "fuori pista" di soli "cinque, sei, sette piedi o qualcosa del genere." Mentre il Boeing 707 superava l'aereo della Delta, i piloti udirono un forte botto che coincise con un movimento dei comandi di volo e un'imbardata dell'aereo. Pensando di aver colpito il DC-9, il primo ufficiale del volo 159 tentò di interrompere il decollo ed entrambi i piloti utilizzarono gli inversori di spinta, i freni e gli spoiler del loro aereo per provare a fermarlo in tempo.
Il velivolo superò l'estremità della pista, finendo oltre il bordo di una collina ed alzandosi in volo per 67 piedi (20 m), per poi colpire di nuovo il suolo tranciando il carrello di atterraggio principale e spostando la ruota anteriore all'indietro. Il 707 scivolò lungo un terrapieno fermandosi a 421 piedi (128 m) dalla fine della pista. La fusoliera si ruppe e la struttura di un'ala cedette durante lo schianto. L'ala destra prese fuoco mentre strisciava sulla pista. Tutti i 29 passeggeri e i 7 membri dell'equipaggio fuggirono dall'aereo, con due passeggeri che richiesero il ricovero in ospedale. Uno dei passeggeri ricoverati morì per le ferite riportate quattro giorni dopo l'incidente. Il 707 rimase danneggiato in modo irreparabile, venendo radiato dai registri della compagnia dopo che l'incendio danneggiò l'ala destra e la fusoliera distrutta.

## Conseguenze
Il National Transportation Safety Board (NTSB) indagò sull'incidente. Sebbene la coda del DC-9 della Delta fosse a diversi piedi dalla pista, l'NTSB determinò che i motori del DAL 379 stavano ancora funzionando al minimo quando il volo 159 tentò di decollare, e il getto caldo dei loro scarichi si diffondeva sulla pista. Gli investigatori stabilirono che né i regolamenti della Federal Aviation Administration (FAA) né il Manuale delle Procedure di Controllo del Traffico Aereo del Terminale definivano la frase "allontanarsi dalla pista" e scoprirono che i piloti di ciascun aereo e il controllore del traffico aereo avevano ciascuno una definizione leggermente diversa del termine. L'NTSB concluse che il DAL 379 non era effettivamente "fuori dalla pista" perché lo scarico dei motori continuava a rappresentare un pericolo per gli aerei che tentavano di utilizzare la pista 27L.
Il fenomeno di Jet blast del DAL 379 causò uno stallo del compressore nel motore numero quattro del volo 159. Lo stallo del compressore generò un forte rumore udito dai piloti, e il jet blast indusse un movimento dei comandi di volo del 707 durante il decollo. Il velivolo non entrò in contatto con il DC-9, ma il rumore e il movimento convinsero il primo ufficiale che si era verificata una collisione. L'NTSB concluse che la decisione del primo ufficiale di abortire era ragionevole date le circostanze.
I manuali di volo della TWA indicavano che interrompere un decollo ad alta velocità era pericoloso e che dovrebbe essere tentato solo se si verifica un guasto al motore effettivo prima della V1. La velocità "V1" è la velocità massima alla quale il decollo può essere interrotto in sicurezza; dopo il superamento l'aereo deve decollare per evitare di uscire di pista. Il capitano del volo 159 non annunciò che avevano raggiunto la V1, e il primo ufficiale riteneva che l'aereo l'avesse raggiunta o che vi fossero vicini (piuttosto che aver sostanzialmente superato V1) quando interruppe il decollo. Su un Boeing 707 la velocità V1 è di 132 nodi (244 km/h; 152 mph); il volo 159 aveva raggiunto una velocità massima di 145 nodi (269 km/h; 167 mph). Tuttavia l'NTSB stabilì che la V1 non era rilevante per questo incidente perché aveva solo lo scopo di avvisare i piloti se possono abortire il decollo dopo un guasto al motore, e il primo ufficiale Reichardt credeva che il suo aereo fosse stato danneggiato fisicamente e non più in grado di volare. Di conseguenza, l'NTSB ritenne ragionevole la decisione del primo ufficiale di abortire il decollo, ma criticò i piloti per non aver rallentato per tempo. Un membro del consiglio dell'NTSB, Francis H. McAdams, scrisse in un rapporto di minoranza la sua conclusione che un decollo abortito era sia ragionevole che necessario date le circostanze, nonostante il fatto che l'aereo avesse superato la V1 ed era certo di oltrepassare la pista.
L'opinione della maggioranza presentata dal rapporto sull'incidente dell'NTSB stabiliva che la causa dell'incidente era l'incapacità dell'equipaggio di volo della TWA di interrompere con successo le procedure di decollo a causa di un eccesso di velocità. L'NTSB raccomandò revisioni ed espansioni alle procedure di interruzione del decollo della compagnia aerea e nuovi regolamenti da parte dell'FAA che definivano l'autorizzazione e le procedure della pista, tenendo conto del jetblast. Nel suo rapporto di minoranza McAdams affermò che avrebbe ritenuto come probabile causa dell'incidente l'incapacità dell'equipaggio della Delta di avvisare adeguatamente la torre di controllo della vicinanza alla pista e la mancata richiesta da parte della torre di informazioni aggiuntive e precise prima di autorizzare il TWA 159 a decollare.
La famiglia del passeggero deceduto ricevette un risarcimento di $ 105.000 dalla Delta Air Lines in tribunale civile. Anche TWA citò in giudizio la Delta per la perdita del 707 e raggiunse un accordo di $ 2.216.000.
Il passeggero morto era sposato con il cognato del rabbino Edgar Magnin.